# Ненсі Грейс
Не́нсі Енн Грейс (англ. Nancy Ann Grace; нар.23 жовтня 1959, Мейкон, Джорджія, США) — американська телеведуча, журналістка, коментаторка, у минулому прокурорка. Була ведучою кількох успішних кримінальних шоу, зокрема на CNN. Захисниця прав потерпілих, зокрема від домашнього насильства, авторка кількох книжок про систему судочинства у США.

## Біографія
Ненсі Енн Грейс народилася у місті Мейкон, штат Джорджія 23 жовтня 1958 року. Після закінчення школи вивчала англійську літературу в університеті, але вбивство її нареченого Кіта Гріффіна змінило її життєвий шлях. Закінчивши факультет англійської, Грейс вступила на юридичний факультет і присвятила своє життя юриспруденції та кримінальному праву. Здобувши ступінь бакалавра та доктора в університетах Джорджії, вона також закінчила юридичний факультет престижного Нью-Йоркського університету.
Після закінчення навчання Ненсі Грейс працювала викладачкою на юридичному факультеті в Університетському коледжі штату Джорджія. Незабаром її запросили на посаду прокурорки одного з округів Атланти, де вона пропрацювала понад 10 років. Ненсі Грейс відповідала за розслідування особливо тяжких злочинів: вбивств, зґвалтувань і розтління малолітніх. За десять років практики Грейс не програла жодної справи і зажила репутації талановитої і жорсткої прокурорки.
Через деякий час Грейс запросили на телебачення коментувати резонансні судові справи і згодом вона стала ведучою власних програм: Заключне слово (англ. Closing Arguments) та Швидке правосуддя з Ненсі Грейс (англ. Swift Justice with Nancy Grace). У 2005 році Ненсі Грейс почала вести власне шоу на  CNN, яке користувалося великою популярністю в пуліки, здебільшого завдяки наполегливій манері ведучої та безкомпромісній підтримці потерпілих, до яких вона зараховувала і себе. Шоу Ненсі Грейс, однак, критикували за нібито однобоке висвітлення кримінальних справ і нехтування принципом презумпції невинуватості підсудних.
За свою телевізійну роботу Ненсі Грейс удостоювалася кількох нагород, серед них і премії Еммі за телепрограму Швидке правосуддя з Ненсі Грейс. 
Грейс є авторкою кількох книжок про свою кар'єру прокурорки та про систему судочинства у США. Вона також з'являлася в інших телевізійних шоу та знімалася в епізодичних ролях на телебаченні. 
Ненсі Грейс займається і благодійною діяльністю, допомагає жінкам, потерпілим від домашнього насильства. 
У 2007 році вона одружилася із банкіром Девідом Лінчем і в шлюбі народила близнят: Люсі і Джона.